# Cuora trifasciata
Rùa hộp ba vạch (tên khoa học: Cuora trifasciata) là một loài rùa hộp cỡ trung bình.

## Đặc điểm sinh học

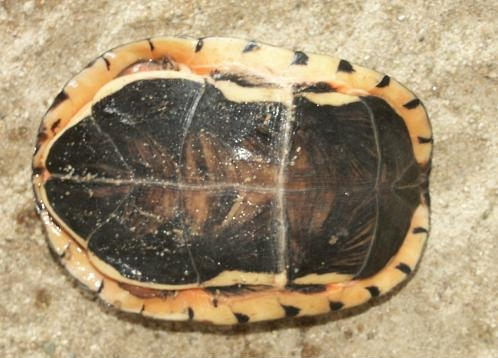
Yếm rùa đực

Mai hơi dẹp, trên mai có 3 gờ (1 gờ sống lưng, 2 gờ bên). Yếm rùa gồm 2 mảnh cử động được có thể kép kín vào mai. Lưng màu nâu, có 3 vạch xám đen chạy dọc theo 3 gờ trên. Yếm rùa màu xám đen, viền đỏ nâu. Chiều dài của mai khoảng từ 17 đến 20 cm, gần gấp đôi chiều rộng.
Rùa hộp ba vạch ăn các loại quả, lá cây, các loại rong, bèo mọc ở ven suối và khe rãnh, kể cả sâu bọ. Rùa hộp ba vạch có sức nhịn đói lâu, có thể tới 2 tháng. Rùa thường đẻ 2 trứng vào mùa hè, trứng có hình ô van, kích thước 27 đến 50mm.
Rùa hộp ba vạch sống ở ven suối, các vùng rừng núi và trung du, tới độ cao 1000m. Ban ngày rùa ẩn dưới những đống lá cây mục nát ven suối hay khe rãnh, ban đêm mới ra kiếm mồi.

## Phân bố
Rùa hộp ba vạch phân bố tại bắc Myanma, nam Trung Quốc (kể cả đảo Hải Nam), Việt Nam (Cao Bằng, Lạng Sơn, Vĩnh Phú (Tam Đảo), Hà Tĩnh).

## Giá trị
Rùa hộp ba vạch có giá trị thẩm mỹ và kinh tế (dùng làm thực phẩm, mai và yếm được nấu cao). Bột mai rùa được dùng trong món cao quy linh theo truyền thống của người Hoa vùng Ngô Châu.

## Tình trạng
Rùa hộp ba vạch đang bị săn bắt mạnh không kể mùa vụ, và có nguy cơ bị tiêu diệt.